# Natosquilla investigatoris
Natosquilla investigatoris — вид раков-богомолов из семейства Squillidae. Единственный вид в роде Natosquilla. Донное тропическое ракообразное. Обитает в западной части Индийского океана: побережье Пакистана и Аденский залив. Безвреден для человека, не является объектом промысла. Охранный статус вида не оценивался.